# Polynesien-Edelpapagei
Der Polynesien-Edelpapagei (Eclectus infectus) ist eine ausgestorbene Papageienart, die auf Tonga, Vanuatu und vermutlich Fidschi vorkam. Das fossile Material, das im November 1989 in Ablagerungen des Jungpleistozäns und Holozäns auf ʻEua, Lifuka, Uiha und auf Vanuatu entdeckt und 2006 vom Ornithologen David William Steadman beschrieben wurde, besteht aus einem kompletten Oberschenkelknochen sowie fünf Radii, einem Quadratbein, einem Unterkieferknochen, einem Coracoid, zwei Brustbeinknochen, zwei Oberarmknochen, zwei Ulne, zwei Tibiotarsi, einem Carpometacarpus, einem Tarsometatarsus und drei Zehenknochen.
Auf Tonga starb der Polynesien-Edelpapagei vermutlich während der frühen Besiedelung vor über 3000 Jahren aus. Auf Vavaʻu könnte er bis in historische Zeiten überlebt haben, da eine 1793 während der Malaspina-Expedition entstandene Zeichnung einen Papagei darstellt, der dem Männchen eines Edelpapageis sehr ähnlich sieht.